# Senecio gilliesianus
Senecio gilliesianus là một loài thực vật có hoa trong họ Cúc. Loài này được Hieron. miêu tả khoa học đầu tiên.